# Brzdospojka
Brzdospojka je mechanické seskupení brzdy a spojky do jednoho celku.
Síla se přenáší z hnacího hřídele na spojku. Pokud je spojka rozepnutá je hnaný hřídel zabrzděn. Pokud se spojka sepne, hnaný hřídel se odbrzdí a spojí přes spojku s hnacím hřídelem.
Brzdospojka se spouští několika způsoby - elektricky (pomocí elektromagnetu), hydraulicky, pneumaticky, nebo mechanicky

## Brzdospojka v praxi - v lise
Spojka je spojena s motorem, nebo setrvačníkem. Hnaný hřídel brzdospojky je spojen přes převodovku (nebo přímo) s klikovým hřídelem na který je připojen "beran". Pokud se nelisuje (stroj je v klidu) tak motor roztáčí pouze lamely spojky. Klikový hřídel je zabrzděn a tím zabezpečen proti náhodnému pootočení (lisování).
Při lisování se brzdospojka spustí (elektricky, hydraulicky, nebo pneumaticky). Klikový hřídel se odbrzdí a spojí s otáčejícím se setrvačníkem. Lis lisuje. Po zalisování se brzdospojka vypne (rozpojí se setrvačník, klikový hřídel se zabrzdí).